# 李荫远
李荫远（1919年5月25日—2016年8月22日），男，四川成都人，中国物理学家，中国科学院学部委员（院士），中国固体物理理论研究的开拓者之一。

## 生平
1938年进入四川大学物理系，1941年转学考试入西南联合大学，1943年毕业于西南联合大学物理系，到清华大学工作。1947年初赴美国留学，1948年获华盛顿州立大学硕士学位，1951年获伊利诺伊州立大学博士学位。1952年，在卡内基理工学院（现卡内基梅隆大学）任研究人员。1955年，在威斯汀豪斯公司（现西屋公司）磁性材料实验室兼职。
1956年回国，一直在中国科学院物理所任研究员。1959年至1966年，任固体理论研究室主任。1972年至1977年，任晶体学研究室主任。1978年至1983年，任副所长。1980年当选为中国科学院学部委员（院士）。1980年至1999年，任物理所学术委员会副主任、主任。
2016年8月22日在北京逝世。